# 馬德安區
12°56′42″S 75°48′39″W / 12.94500°S 75.81083°W
馬德安區（西班牙語：Distrito de Madeán），是秘魯的一個區，位於該國中南部利馬大區的堯約斯省，始建於1965年3月26日，面積220.7平方公里，海拔高度3,300米，2005年人口846，人口密度每平方公里3.8人。